# Lifetime (песня)
Lifetime — песня шведской хаус-музыкальной супергруппы Swedish House Mafia, в записи которой приняли участие американский певец Ty Dolla Sign и американский рэпер 070 Shake. Она была выпущена 19 июля 2021 года как второй синглом с дебютного студийного альбома группы Paradise Again на лейбле Republic.

## Музыкальное видео
Режиссёром музыкального клипа выступил Александр Уэссели. В нём показано, как трио просыпается и идёт по бескрайней пустыне, прежде чем наткнуться на странный монолит, который, кажется, ведёт в другой мир.

## Живые выступления
19 июля 2021 года Swedish House Mafia исполнила песню «Lifetime» на ночном шоу с Джимми Фэллоном.

## Чарты

### Еженедельные чарты
| Чарт (2021)                                   | Высшая позиция |
| --------------------------------------------- | -------------- |
| Чехия (Rádio — Top 100)                       | 67             |
| Венгрия (Rádiós Top 40)                       | 34             |
| Новая Зеландия New Zealand Hot Singles (RMNZ) | 19             |
| Швеция (Sverigetopplistan)                    | 35             |
| США (Billboard Hot Dance/Electronic Songs)    | 9              |
| США (Billboard Pop Airplay)                   | 33             |

### Годовые чарты
| Chart (2021)                                  | Position |
| --------------------------------------------- | -------- |
| США US Hot Dance/Electronic Songs (Billboard) | 39       |

## История релиза
| Регион   | Дата         | Формат                         | Лейбл    | Источник |
| -------- | ------------ | ------------------------------ | -------- | -------- |
| Весь мир | 19 Июля 2021 | цифровая дистрибьюция стриминг | Republic | [ 12 ]   |
| США      | 27 Июля 2021 | Contemporary hit radio         | Republic | [ 13 ]   |